# Rudgea jasminoides
Rudgea jasminoides là một loài thực vật có hoa trong họ Thiến thảo. Loài này được (Cham.) Müll.Arg. miêu tả khoa học đầu tiên năm 1879.